# Riu Unhòla
El riu Unhòla és un afluent de la Garona. Neix a l'estany Long de Liat a una altitud de 2.140 metres.  Discorre principalment per una vall estreta i abrupta en sentit nord-sud fins a la població de Salardú, on les seves aigües conflueixen amb les de la Garona, a una altitud de 1.227 metres. El seu afluent principal és el riu de Moredo, que hi desemboca per l'esquerra.
Els mamífers aquàtics estan ben presents al riu, amb espècies com la rata d'aigua (Arvicola sapidus), les dues espècies de musaranya d’aigua, la musaranya aquàtica pirinenca (Neomys fodiens) i la musaranya aquàtica mediterrània (Neomys anomalus), l'almesquera (Galemys pyrenaicus), i una bona població de llúdria comuna (Lutra lutra).
A partir del curs mig del riu i fins a la seva capçalera, es troba dintre de l'espai natural protegit de Marimanha.

## Sistema càrstic
A les zones altes del riu Unhòla es desenvolupa un sistema càrstic format en roques calcàries antigues. L’aigua de la pluja i de la neu fosa s’infiltra per les esquerdes del terreny i circula per l’interior de la muntanya abans de tornar a sortir en forma de fonts o brolladors. Al pla de Crapes el riu desapareix dins el forat de l’Unhòla, i ressorgeix un quilòmetre més avall, al pla d’Eth Tò, i l’anomenat güell d’Eth Tò. Aquest fenomen és típic de les zones càrstiques, on l’aigua no segueix només el curs dels rius visibles, sinó també camins subterranis.
Aquest sistema subterrani ajuda a regular el cabal del riu, aportant-hi aigua fins i tot quan no plou, i fa que el riu Unhòla es mantingui viu durant tot l’any. A més, actua com una mena de “magatzem d’aigua” natural que s’omple a l’hivern i es buida progressivament a la primavera i l’estiu.

## Infraestructures
La vall del riu és una zona rica en minerals, i per aquest motiu es van explotar algunes mines a la part alta de la vall des del 1865 fins al 1918. A les mines del Pla de Tor es va construir el 1906 un espai de triatge i rentat del mineral (un bocard) a Es Calhaus, a una altitud de 1.806 metres. L’aigua arribava des d’un rierol proper, per un canal obert a la roca, fins a una petita bassa, des d’on es feia baixar fins al rentador i finalment fins al riu Unhòla.  Les aigües del riu tenen un color característic, de tons marronosos a vermellosos, per la presència d’òxids-hidròxids de ferro.
El riu és una de les conques de captació de la central hidroelèctrica d'Aiguamoix, la qual forma part de la central d'Arties. Un assut, situat a 1.447 metres d'altitud i ubicat als Prats dera Mòla, uns centenars de metres més amunt del poble de Bagergue, deriva l'aigua del riu cap l'embassament d'Aiguamòg per una canalització soterrada. A l’altitud de 1.419 metres el riu passa pel poble de Bagergue, que és el nucli de població més alt de tota la vall d’Aran.